# هنر تشییع جنازه رومی
هنر تشییع جنازه رومی (انگلیسی: Roman funerary art) در طول دوره جمهوری روم و امپراتوری روم تغییر کرد و اشکال مختلفی را شامل شد. دو روش اصلی دفن توسط رومیان در طول تاریخ مورد استفاده قرار می‌گرفت، یکی مرده سوزانی و دیگری در تابوت‌گذاری. ظروف مورد استفاده برای این اعمال عبارتند از تابوت‌دان، سینه‌های خاکستر، کوزه‌ها و محراب‌ها. علاوه بر اینها، آرامگاه یادمانی، سنگ یادبود و بناهای دیگر نیز برای یادبود مردگان مورد استفاده قرار می‌گرفتند. روش یادبود رومی‌ها توسط طبقه اجتماعی، مذهب و عوامل دیگر تعیین می‌شد. در حالی که بناهای یادبود مردگان در داخل شهرهای رومی ساخته می‌شد، بقایای خود در خارج از شهرها دفن می‌شدند.